# Ullersberg
Ullersberg ist ein Gemeindeteil der Gemeinde Ursensollen im Oberpfälzer Landkreis Amberg-Sulzbach in Bayern.

## Geschichte
Genannt wird Ulreichperg in dem ältesten Urbar des Klosters Kastl zwischen 1334 und 1338. 1358 wird hier ein Heinrich der Rorensteter von Vlreichsperg in den Kastler Abgabenbüchern erwähnt. Noch im 18. Jahrhundert gehörte Ullersberg zum „Kleinen Amt“ des Klosters Kastl. Die Kapelle St. Wendelin stammt aus dem Jahr 1736.
Die 1818 mit dem Gemeindeedikt im Königreich Bayern gebildete Landgemeinde Ullersberg mit den Orten 
- Oberhof (Gemeindesitz)
- Littenschwang
- Ullersberg
- Weiherzant

gehörte zum Landgericht Amberg.
Durch die kommunale Gebietsreform von 1971/72 schlossen sich 38 Orte aus elf Gemeinden mit drei Pfarreien – Ursensollen, Hohenkemnath und Hausen – in den Diözese Eichstätt und Bistum Regensburg, zur jetzigen Gemeinde Ursensollen zusammen, deren Infrastruktur einem Kleinzentrum entspricht.
Die Gemeinde Ullersberg selbst wurde am 1. Juli 1972 aufgelöst und nach Ursensollen eingegliedert.
Berghausen und Lammerthal sind seit 1. Juli 1972 beim Markt Hohenburg.